# Eublepharis satpuraensis
Espèce
Eublepharis satpuraensis est une espèce de geckos de la famille des Eublepharidae.

## Répartition
Cette espèce est endémique du Madhya Pradesh en Inde. Elle se rencontre dans les Satpura Hills.

## Description
Eublepharis satpuraensis mesure de 125 à 130 mm sans la queue.

## Étymologie
Son nom d'espèce, composé de satpura et du suffixe latin -ensis, « qui vit dans, qui habite », lui a été donné en référence au lieu de sa découverte, les Satpura Hills.

## Publication originale
- Mirza, Sanap, Raju, Gawai & Ghadekar, 2014 : A new species of lizard of the genus Eublepharis (Squamata: Eublepharidae) from India. Phyllomedusa, vol. 13, no 2, p. 75-90 (texte intégral).